# Mutant Hunt
Mutant Hunt es una película de ciencia ficción de acción estadounidense de 1987 escrita y dirigida por Tim Kincaid .

## Trama
Ambientada en Nueva York en 1992  (el futuro cercano en el momento del estreno de la película), la trama involucra a un cazarrecompensas que persigue cyborgs mutantes para evitar que maten humanos. "Mutant Hunt" es una película de ciencia ficción que encapsula la estética característica de la década de 1980, dirigida por Tim Kincaid. La trama se desarrolla en un futuro distópico, donde la experimentación genética ha dado lugar a la creación de mutantes peligrosos. La historia se centra en la caza de estos mutantes, llevada a cabo por un grupo de personajes en un contexto postapocalíptico.
La película destaca por su enfoque en la acción y la aventura, ofreciendo escenas de combate y persecuciones que son representativas del género. Tim Kincaid, conocido por sus contribuciones al cine de serie B, imprime su estilo distintivo en la narrativa y la dirección de la película. Los efectos visuales y la estética futurista reflejan la producción de la década de 1980, brindando a la audiencia una experiencia visual que puede evocar nostalgia para los fanáticos de ese periodo.
El elenco, conformado por actores de la época, desempeña roles típicos de películas de acción, con personajes intrépidos y villanos mutantes que añaden un elemento de peligro constante. La música, típicamente sintética de la década de 1980, contribuye a la ambientación general de la película.
En términos de recepción crítica, "Mutant Hunt" ha sido evaluada como una película que cumple con las expectativas del género, ofreciendo entretenimiento centrado en la acción y la ciencia ficción. Si bien puede no ser una obra maestra del cine, ha ganado un lugar en la cultura cinematográfica de culto, apreciada por aquellos que disfrutan de producciones con un encanto retro y una narrativa directa.

## Elenco
- Rick Gianasi como Matt Riker
- Bill Peterson (no confundir con Bill Paterson ) como Z.
- Mark Umile como Paul Haynes
- Mary Fahey como Darla Haynes

## Producción y lanzamiento
La película se estrenó directamente en vídeo el 28 de octubre de 1987 en los Estados Unidos  pero se estrenó en cines en Europa (bajo el título Robot Killer, en Francia).  En enero del mismo año, otra película de Kincaid, Robot Holocaust (estrenada en cines en Europa en 1986) se estrenó directamente en vídeo en los Estados Unidos. El mismo año también estrenaría Riot on 42nd St. y Maximum Thrust (posteriormente rebautizada como The Occultist o Waldo Warren, Private Dick Without a Brain ), otra película protagonizada por Rick Gianasi. 

## Recepción
Una reseña retrospectiva reciente y mixta de la película afirma que "La notable falta de presupuesto de la película obstaculizó el desarrollo. La película utiliza ubicaciones mínimas, la actuación deja mucho margen de mejora y la historia carece del alcance de las ideas que quiere explorar. Mutant Hunt tuvo la idea correcta y algunos de los efectos prácticos de maquillaje son sólidos, incluido un mutante con la mandíbula desprendida".  Otra reseña reciente fue mucho más negativa: "El terror de bajo presupuesto tiene sus fanáticos, pero algunos esfuerzos realmente superan los límites de la resistencia humana con guiones ineptos, actuaciones espantosas y efectos especiales de bajo costo. Mutant Hunt es notable por su capacidad de marcar todas esas casillas en una excursión de 77 minutos al absurdo".  De manera similar, otra reseña comenta: "A veces, parece bastante obvio que el director Tim Kincaid es un fanático de la franquicia Terminator, y la película parece ser un intento tardío de sacar provecho de sobre su popularidad. Parte del vestuario es involuntariamente hilarante y sirve para distraer en lugar de construir el entorno cyberpunk que probablemente se pretendía. Desafortunadamente, la historia de Kincaid como director porno parece filtrarse en su película ". 